# Мікель Ріко
Мікель Ріко (ісп. Mikel Rico Moreno, нар. 4 листопада 1984, Аррігорріага) — іспанський футболіст, півзахисник клубу «Уеска».

## Ігрова кар'єра
Вихованець кантери клубу «Депортіво Падура», з якої 2000 року перейшов у академію «Басконії», взявши навіть у 2001 році участь у одному матчі основної команди в Терсері, четвертому за рівнем дивізіоні Іспанії.
У дорослому футболі дебютував 2003 року виступами за «Конкуенсе», в якому провів три сезони, зігравши у 79 матчах, в яких забив 12 голів. Проте за підсумками сезону 2005/06 клуб вилетів з Сегунди Б і Мікель перебрався до складу клубу Сегунди «Полідепортіво». В новій команді  Ріко не зміг закріпитися в основному складі, зігравши за сезон у 20 матчах чемпіонату, здебільшого виходячи на заміну, через що влітку 2007 року був відданий в оренду в клуб Сегунди Б «Уеска», якій того ж сезону допоміг вийти до Сегунди.
Повернувшись влітку 2008 року в «Полідепортіво», яке вже опустилося до Сегунди Б, Ріко став основним гравцем, проте провівши там сезон повернувся в «Уеску», де також був лідером команди, зігравши у 41 матчі чемпіонату.
Своєю грою привернув увагу представників тренерського штабу «Гранади», до складу якого приєднався 31 серпня 2010 року за 600 тис. євро. В першому ж сезоні Ріко допоміг команді зайняти 5 місце в Сегунді, а потім в матчах плей-оф здобути право на виступи в Прімері. Дебютував у найвищому дивізіоні Іспанії 27 серпня 2011 року в матчі проти «Реала Бетіс», в якому відіграв увесь матч, а його команда поступилась 0:1. Всього Ріко відіграв за клуб з Гранади три сезони своєї ігрової кар'єри. Більшість часу, проведеного у складі «Гранади», був основним гравцем команди.
В кінці серпня 2013 року приєднався до складу клубу «Атлетік Більбао», підписавши трирічний контракт. В першому ж сезоні став основним гравцем команди, відігравши за клуб з Більбао 36 матчів в національному чемпіонаті. Загалом провів у ньому шість сезонів, після чого 2019 року повернувся до друголігової на той час «Уески». У першому ж сезоні після повернення допоміг команді виграти Сегунду і здобути право виступів у Ла-Лізі.

## Титули і досягнення
- Володар Суперкубка Іспанії з футболу (1):

«Атлетік Більбао»: 2015